# Andal
Andal (en tamil: ஆண்டாள், Äṇɖāḷ ) es la única Alvar femenina entre los doce santos Alvar del sur de la India. Los santos Alvar son conocidos por su afiliación a la tradición Srivaishnava del hinduismo. Activos en el siglo VIII, con algunos sugiriendo que en realidad son siete Andal, se le atribuyen las grandes obras tamiles, Thiruppavai y Nachiar Tirumozhi, que todavía son recitados por los devotos durante el Festival de la Estación de Invierno del Margazhi.

Torre del templo Srivilliputhur Andal en el emblema de Tamil Nadu.

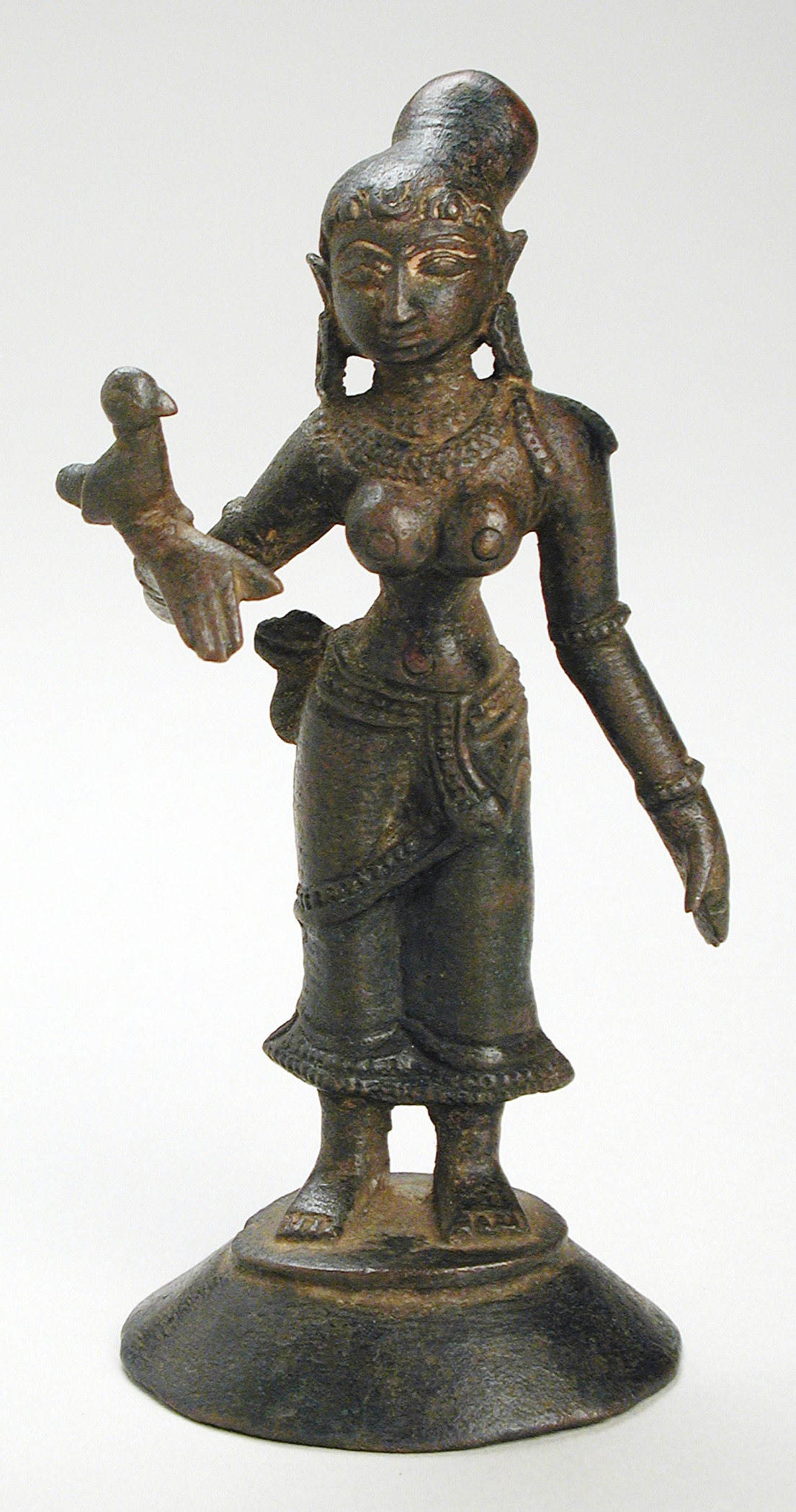
Santa Andal (Madurai), en el Museo de Arte del Condado de Los Ángeles.

## Historia de Andal

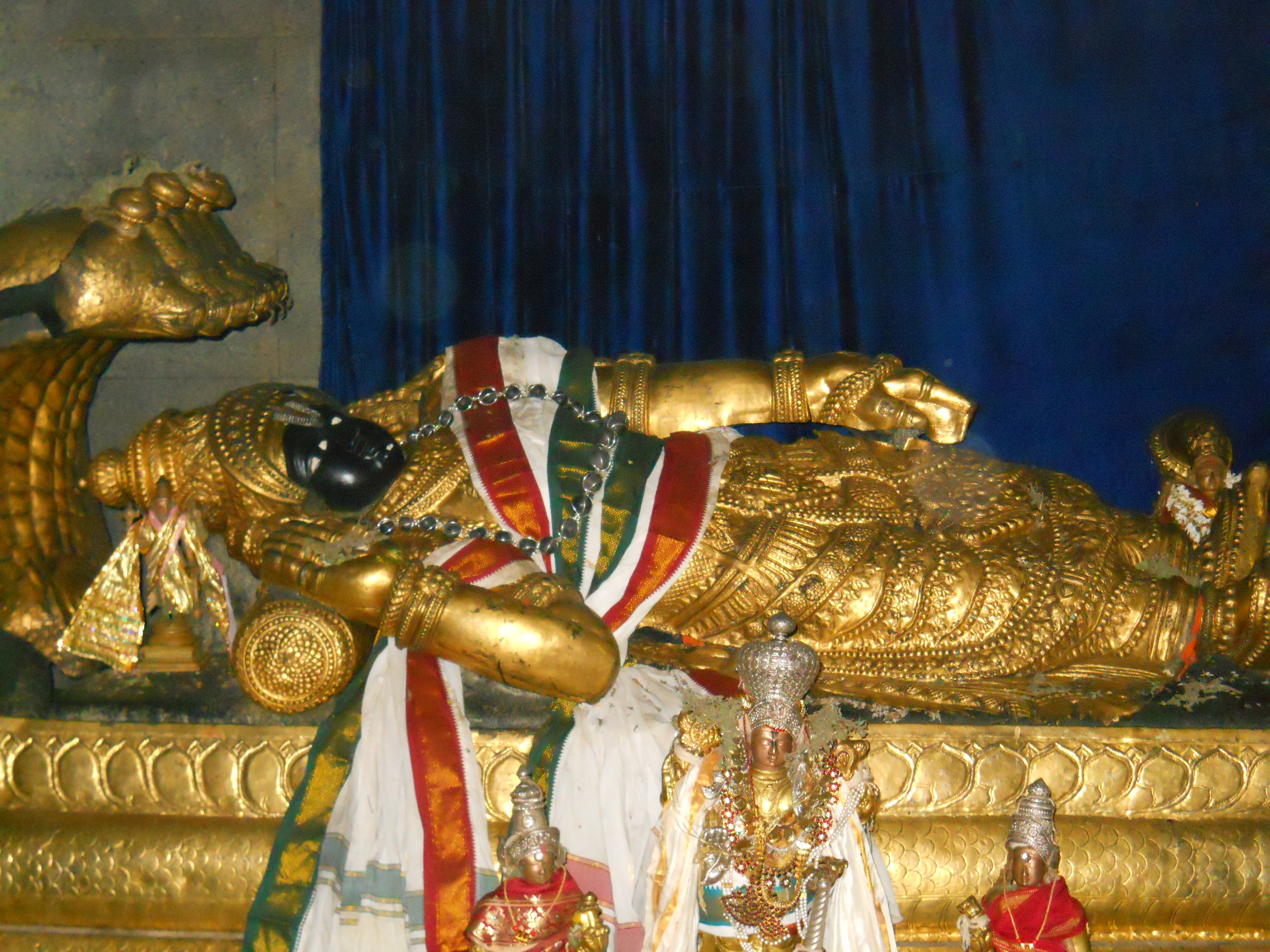
Templo de Madyaranga Ranganatha.

Periyalvar (originalmente llamado Vishnuchittar) era un ferviente devoto del Señor Visnú y solía guirnaldo de cuerda a Visnú todos los días. Él no tenía hijos y oró a Visnú para concederle el deseo. Un día, encontró a una niña bajo una planta tulasi en un jardín dentro del templo. El niño era la diosa Laksmí encarnada para probar la devoción de los alvars. Él y su esposa nombraron a la niña como Kothai, que creció como devota del Señor Krishna, un avatar de Visnú. Se cree que la nena usó la guirnalda antes de dedicarla a la deidad que preside el templo. Periyalvar, que más tarde la encontró, estaba muy molesto y la reprendió. Visnú apareció en su sueño y le pidió que le dedicara sólo la guirnalda que le llevaba Andal. La muchacha Kothai fue renombrada Andal y se la empezó a llamar como Chudikodutha Sudarkodi (señora que dio su guirnalda a Visnú). La práctica se sigue durante los tiempos modernos cuando la guirnalda de Andal del templo Srivilliputhur Andal se envía a Alagar Koyil en Garudostavam durante el mes tamil de Purattaasi (septiembre - octubre) y el templo Tirumala Venkateswara durante el Chitra Pournami.

### Dedicación a Visnú
Kodhai fue criada por Vishnuchitta (Periyalvar) en una atmósfera de amor y devoción. Como Kodhai se convirtió en una hermosa doncella, su fervor por el Señor Visnú creció hasta el punto de que decidió casarse sólo con el Señor mismo. A medida que pasaba el tiempo, su determinación se fortaleció y ella pensó constantemente en casarse con Ranganatha de Srirangam (la forma reclinada de Visnú).

## Bhakti Andal
En el norte de la India, Radha Rani se celebra como la "Reina del Bhakti (devoción)". Del mismo modo, en Tamil Nadu Andal es recordada por su puro amor y devoción. En el Thiruppavai, Andal, como una Gopi en Ayarpadi (Brindavan), enfatiza que el objetivo último de la vida es buscar la entrega y el refugio a los pies del Señor.